# Змова (фільм, 1989)
«Змова» («Айын») — радянський художній фільм 1989 року, знятий режисером Геннадієм Базаровим на кіностудії «Киргизфільм».

## Сюжет
Калман, звільнений за амністією з колонії, виявляється єдиним, хто приходить на допомогу жінці, яка викрала дитину.

## У ролях
- Совєтбек Джумадилов — Калман Тентієв
- Айтурган Темірова — Сабіна
- Мухтар Бахтигерєєв — Сакен
- Капар Медетбеков — Мухтар Іманович Іманов
- Гульсара Ажибекова — Діана
- Джамал Сейдакматова — Майрам
- Єрсаїн Телеубаєв — Фелікс
- Айбарчин Бакірова — Джида
- Микола Марусич — Бугор
- Азамат Молдабаєв — Мічений
- Джалі Шадибеков — фарцівник
- Акилбек Алканів — Коротун
- Назіра Мамбетова — дружина Сакена
- Сабіра Кумушалієва — Ліза
- Ф. Башинський — епізод
- Асек Джумабаєв — епізод
- Б. Дуйшеналієв — епізод
- Ільяс Ісаков — епізод
- Еміль Борончієв — епізод
- Е. Бекташева — епізод
- Т. Алимкулов — епізод
- Еркін Риспаєв — епізод
- Юлія Усіна — коханка Фелікса
- Віра Титова — сусідка
- Валентина Пугачова — сусідка
- Аюбхан Нухаров — епізод

## Знімальна група
- Режисер — Геннадій Базаров
- Сценарист — Геннадій Базаров
- Художник — Актан Абдикаликов